# Aletes (Sohn des Aigisthos)
Aletes (altgriechisch Ἀλήτης Alḗtēs), der Sohn des Aigisthos, war in der griechischen Mythologie ein König von Mykene.
Aletes stammte aus dem Geschlecht der Tantaliden. Er war unter anderem Nachfahre von Thyestes und Pelops. Nachdem Orestes Aigisthos und seine eigene Mutter Klytaimnestra für den Mord an seinem Vater Agamemnon getötet hatte, musste er wegen des Frevels des Muttermordes das Land verlassen. Als in Mykene die falsche Nachricht eintraf, Orestes sei in Tauris der Artemis geopfert worden, übernahm Aletes, Sohn von Aigisthos und Klytaimnestra, die Königsherrschaft. Orestes kehrte jedoch zurück, tötete seinen Halbbruder Aletes und ließ sich zum König krönen. Sophokles bearbeitete den Stoff in dramatischer Form.
Im Der Neue Pauly wurde Aletes fälschlicherweise Aleos geschrieben.